# Antazoline
Antazoline là thuốc kháng histamine thế hệ 1 có đặc tính kháng cholinergic được sử dụng để làm giảm nghẹt mũi và trong thuốc nhỏ mắt, thường kết hợp với naphazoline, để làm giảm các triệu chứng viêm kết mạc dị ứng. Để điều trị viêm kết mạc dị ứng, antazoline có thể được kết hợp trong dung dịch với temzoline. Thuốc là chất đối kháng thụ thể histamine H1: liên kết có chọn lọc với nhưng không kích hoạt thụ thể, do đó ngăn chặn các hành động của histamine nội sinh và sau đó dẫn đến giảm tạm thời các triệu chứng tiêu cực do histamine gây ra.